# Fucaceae
Fucaceae är en familj av brunalger, som innehåller sex släkten.
Släkterna är:
- Ascophyllum, som innehåller en art, Ascophyllum nodosum, knöltång.
- Fucus, som innehåller 64 arter.
- Hesperophycus, som innehåller en art med omstridd taxonomi.
- Pelvetia som innehåller en art.
- Pelvetiopsis som innehåller fyra arter.
- Silvetia som innehåller tre arter.

Släkterna Ascophyllum och Fucus har arter som lever i svenska vatten.